# Ace Hood
Ace Hood, właściwie Antoine McColister (ur. 11 maja 1988) – amerykański raper. Jest członkiem wytwórni DJ Khaleda – We the Best Music Group i Def Jam Recordings.

## Życiorys

### Wczesne lata
McColister urodził się w 1988 roku w Miami w stanie Floryda. Był wychowywany przez matkę i młodszego kuzyna w Deerfield Beach, w Hrabstwie Broward. Uczęszczał do szkoły „Deerfield Beach High School”. Tam po kontuzji (grał w piłkę nożną) zajął się muzyką.

### Kariera
W 2007 roku poznał DJ Khaleda przed wejściem do radiostacji WEDR, w South Florida, na Florydzie. Wspólnie rozmawiali. Ace wręczył Khalidowi taśmę demo i autobiografię. Wkrótce potem McColister dołączył do wytwórni We the Best.
Jego pierwszy album pt. Gutta ukazał się rok później. Promowany był dwoma singlami „Cash Flow” z udziałem T-Paina i Ricka Rossa oraz „Ride” z Trey Songz. Kompozycja uplasowała się na 36. miejscu notowania Billboard 200, ze sprzedażą 24.700 egzemplarzy w pierwszym tygodniu. W celu promocji albumu, Ace Hood wspólnie z DJ Khaledem wystąpił w audycji radia WUAG.
Siedem miesięcy później, 30 czerwca 2009 roku, odbyła się premiera drugiego albumu Hooda pt. Ruthless. Pierwszym singlem promującym album został utwór „Overtime” z gościnnym udziałem T-Paina i Akona. Produkcją utworu zajął się duet The Runners. Drugim i jednocześnie ostatnim singlem została piosenka „Champion” z udziałem Jazmine Sullivan i Ricka Rossa. Artystę wspomogli wyżej wspomniani Rick Ross, Jazmine Sullivan, T-Pain, Akon, Ludacris, The-Dream, Birdman, czy Lloyd. Album zadebiutował na 23. miejscu notowania Billboard 200 ze sprzedażą 20.000 egzemplarzy w pierwszym tygodniu.
Na trzeci studyjny album trzeba było czekać dwa lata. W sierpniu 2011 roku ukazała się kompozycja Blood, Sweat & Tears. Pomimo kilku singli album sprzedał się tylko w ilości 50.000 egzemplarzy do września tego roku. Rapera wspomogli Yo Gotti, Rick Ross, Lil Wayne czy Busta Rhymes w wersji deluxe albumu.

## Dyskografia
- Gutta (2008)
- Ruthless (2009)
- Blood, Sweat & Tears (2011)
- Trials & Tribulations (2013)